# Дженетт Голдстін
Дженетт Голдстін (англ. Jenette Goldstein; 4 лютого 1960) — американська акторка.

## Біографія
Дженетт Голдстін народилася 4 лютого 1960 року в Лос-Анджелесі. Навчалася в лондонській академії драматичного мистецтва Веббера Дугласа та в Circle in the Square Theater в Нью-Йорку. Першу роль у кіно зіграла у фільмі Джеймса Кемерона «Чужі» (1986). За роль у цьому фільмі здобула премію «Сатурн» за найкращу жіночу роль другого плану. Ще раз номінувалася на премію «Сатурн» за роль у фільмі «Майже повна темрява» (1987). Знімалася у таких фільмах, як «Смертельна зброя 2» (1989), «Термінатор 2: Судний день» (1991), «Зоряний шлях: Покоління» (1994), «Чесна гра» (1995), «Титанік» (1997), «Страх і огида в Лас-Вегасі» (1998).
Голдстін володіє власною мережею магазинів Jenette Bras, які продають бюстгальтери великих розмірів.

## Фільмографія
| Рік       |    | Українська назва           | Оригінальна назва              | Роль                      |
| --------- | -- | -------------------------- | ------------------------------ | ------------------------- |
| 1986      | ф  | Чужі                       | Aliens                         | Васкес                    |
| 1987      | ф  | Майже стемніло             | Near Dark                      | Даймондбек                |
| 1987      | с  | Макс Гедрум                | Max Headroom                   | Белла                     |
| 1988      | ф  | Президіо                   | The Presidio                   | Патті Джин Лінч           |
| 1988      | ф  | Чарівна миля               | Miracle Mile                   | дівчина з Беверлі-Гіллз 1 |
| 1989      | ф  | Смертельна зброя 2         | Lethal Weapon 2                | Меган Шапіро              |
| 1991      | ф  | Термінатор 2: Судний день  | Terminator 2: Judgment Day     | Джанелл Войт              |
| 1991      | с  | Макгайвер                  | MacGyver                       | Рейчел Бредлі             |
| 1992      | с  | Громадянські війни         | Civil Wars                     | Патриція Твейн            |
| 1993      | тф | Донато і дочка             | Donato and Daughter            | детектив Джуді Маккартні  |
| 1994      | ф  | Зоряний шлях: Покоління    | Star Trek: Generations         | науковий співробітник     |
| 1994      | с  | Закон Лос-Анжелеса         | L.A. Law                       | міс Гісс                  |
| 1995      | с  | Клієнт                     | The Client                     | Карен Келсо               |
| 1995      | ф  | Чесна гра                  | Fair Game                      | Роза                      |
| 1997      | ф  | Доторкнися до мене         | Touch Me                       | Габріелла                 |
| 1997      | ф  | Титанік                    | Titanic                        | жінка з дітьми            |
| 1998      | ф  | Без відчуттів              | Senseless                      | медсестра Альварез        |
| 1998      | ф  | Страх і огида в Лас-Вегасі | Fear and Loathing in Las Vegas | покоївка Еліс             |
| 1998      | ф  | На всю котушку             | Living Out Loud                | Фанні                     |
| 1998      | с  | Сьоме небо                 | 7th Heaven                     | місіс Різ                 |
| 1998—2000 | с  | Швидка допомога            | ER                             | медик / Джуді Стайлс      |
| 2000      | вг | Star Trek: Invasion        | Star Trek: Invasion            | Typhon Engineer           |
| 2000      | с  | Сильні ліки                | Strong Medicine                | подруга                   |
| 2001      | с  | Клієнт завжди мертвий      | Six Feet Under                 | акушер                    |
| 2002      | вг | X-Men: Next Dimension      | X-Men: Next Dimension          | доктор Джен Грей / Фенікс |
| 2003      | ф  | Дюплекс                    | Duplex                         | модератор                 |
| 2003      | с  | Шпигунка                   | Alias                          | технік                    |
| 2004      | с  | 24                         | 24                             | Реі Плачекі               |
| 2005      | с  | Особливий відділ           | The Inside                     | Трейсі Армстронг          |
| 2009      | вг | Real Heroes: Firefighter   | Real Heroes: Firefighter       | Есмеральда Васкес         |
| 2010      | с  | Медіум                     | Medium                         | місіс Пінслі              |
| 2013      | с  | Голлівудська справа        | A Hollywood Affair             | агент                     |